# Unierte Evangelische Kirche in Polen
Die Unierte Evangelische Kirche in Polen (polnisch Ewangelicki Kościół Unijny w Polsce) war zwischen dem Ersten und dem Zweiten Weltkrieg eine regionale protestantische Religionsgemeinschaft im Nordwesten der Zweiten Polnischen Republik mit Sitz ihrer zentralen Leitungsorgane in Poznań (Posen). Sie war eine evangelisch unierte Kirche in der Tradition der altpreußischen Landeskirche, die ab 1817 durch Verwaltungsunion protestantischer Kirchengemeinden verschiedener Bekenntnisse (Augsburgisches [überwiegend], Helvetisches und teils uniertes Bekenntnis) entstanden war. Die Unierte Evangelische Kirche umfasste evangelische Kirchengemeinden aus den früheren preußischen Kirchenprovinzen Posen und Westpreußen und aus dem Kirchenkreis Soldau der Kirchenprovinz Ostpreußen sowie wenige niederschlesische Kirchengemeinden, die in Folge der Wiederbegründung Polens durch den Versailler Friedensvertrag im Jahr 1920 auf polnisches Staatsgebiet zu liegen gekommen waren. Bis zu den Grenzveränderungen am 1. April 1938 lagen alle Kirchengemeinden in den beiden Woiwodschaften Pommerellen (1938–1939: Großpommerellen) bzw. Posen (Großpolen). Danach lagen einzelne Kirchengemeinden auch in der Woiwodschaft Warschau (Land).

## Entstehung und Status
Die Kirchengemeinden der Unierten Evangelischen Kirche hatten bis 1920 zur Evangelischen Landeskirche der älteren Provinzen Preußens gehört, die in Kirchenprovinzen untergliedert war. Einem staatlich betriebenen Versuch, die bisher altpreußischen evangelischen Kirchengemeinden dem Warschauer Konsistorium der Evangelischen Kirche Augsburgischen Bekenntnisses (A.B.) von ehemals Russisch-Polen, unter Generalsuperintendent Juliusz Bursche, anzugliedern, widersetzte sich die Kirchenprovinz Posen erfolgreich.
Als die polnische Regierung am 1. Juli 1920 schließlich eine grenzüberschreitende evangelische Kirchengemeinschaft verbot, löste die posensche Provinzialkirchenleitung die Einheit mit der altpreußischen Landeskirche und rang um die Anerkennung als eigenständige Kirche durch die Republik Polen. So machte sich die Kirchenprovinz Posen – ohne die Kirchengemeinden in dem bei Deutschland verbliebenen Norden und Westen der ehemaligen Provinz Posen – als Unierte Evangelische Kirche in Polen selbständig. Der seit 1910 als Generalsuperintendent von Posen amtierende Paul Blau wurde mit gleicher Titulatur und Funktion Leiter der neuen Kirche.
Die Kirchenprovinz Westpreußen erstreckte sich nach den Grenzziehungen von 1920 über drei Staaten: Freie Stadt Danzig, Deutschland und Polen. Die evangelischen Kirchengemeinden im Gebiet der Freien Stadt Danzig, wo auch das westpreußische Konsistorium in Danzig seinen Sitz hatte, formierten sich neu als Landessynodalverband der Freien Stadt Danzig. Er blieb Kirchenprovinz der Evangelischen Kirche der altpreußischen Union, wie die altpreußische Landeskirche seit 1922 hieß. Die evangelischen Kirchengemeinden im bei Deutschland verbliebenen Regierungsbezirk Westpreußen schlossen sich am 9. März 1921 der Kirchenprovinz Ostpreußen an. Die evangelischen Kirchengemeinden in dem bei Deutschland gebliebenen Südwesten Westpreußens bildeten zusammen mit jenen in dem bei Deutschland verbliebenen Rest der Kirchenprovinz Posen 1922 die neue altpreußische Kirchenprovinz Grenzmark Posen-Westpreußen, mit eigenen, 1923 gewählten Amtsträgern und Organen.
Die evangelischen Kirchengemeinden im polnisch gewordenen Teil der Kirchenprovinz Westpreußen hatten so ihr Zentrum verloren; denn außerhalb Danzigs und des Weichseldeltas lebten Protestanten in Pommerellen meist in der Diaspora. Blau gewann die pommerellischen evangelischen Kirchengemeinden sowie die evangelischen Kirchengemeinden im ehemals ostpreußischen Kreis Soldau, die bislang zur Kirchenprovinz Ostpreußen gehört hatten, sowie die evangelischen Kirchengemeinden in an Polen abgetretenen niederschlesischen Orten, dafür, sich 1923 der Unierten Evangelischen Kirche in Polen anzuschließen.
Damit umfasste die Unierte Evangelische Kirche in Polen alle altpreußischen evangelischen Kirchengemeinden in Polen, außer den 17 evangelischen Kirchengemeinden im 1922 abgetretenen Ostoberschlesien, die 1923 die Unierte Evangelische Kirche in Polnisch Oberschlesien (Ewangelicki Kościół Unijny na polskim Górnym Śląsku) gründeten. Im Genfer Abkommen über Oberschlesien hatte die deutsche Regierung mit der polnischen vereinbart, dass oberschlesische evangelische Kirchengemeinden weiter grenzüberschreitend Kirchengemeinschaft pflegen durften.
Die Unierte Evangelische Kirche in Polen war schließlich eine selbständige Kirche neben anderen protestantischen Kirchen in Polen und dem Charakter nach eine Körperschaft des öffentlichen Rechts. Den angestrebten Status, im eigenen Gebiet ohne Konkurrenz durch Kirchen gleicher Konfession zu bleiben, wie ihn territorial organisierte Landeskirchen in Deutschland oder der Schweiz kennen, konnte die Unierte Evangelische Kirche in Polen nicht erlangen. Der fortbestehende Wunsch, mit der altpreußischen Kirche wieder in Gemeinschaft zu treten, irritierte die polnische Regierung.
Eingriffe in die Kirchenordnung durch das polnische Ministerium für das ehemals Preußische Teilungsgebiet empfand die Unierte Evangelische Kirche als übergriffig. Am 3. Juli 1920 regelte das Ministerium die Rechte der Synode neu, die zuvor in ihrer Notverfassung für die unierte evangelische Kirche in Polen kircheninterne Bestimmungen zur Anwendung des polnischen Währungsgesetzes beschlossen hatte, was das Ministerium als synodale Kompetenzüberschreitung ansah und zum Anlass nahm, die gesamte Notverfassung zu verwerfen. Durch Verordnung vom 6. März 1928 erließ der Präsident Polens eine neue Wahlordnung und Reorganisation der Kirchenorgane und berief eine außerordentliche Synode ein. Trotz der erfolgten Trennung von der altpreußischen Kirche und der mehrfach geänderten Entwürfe (1923, 1928, 1929, 1938) der Kirchenordnung für die Unierte Evangelische Kirche in Polen genehmigte die polnische Regierung keine der Vorlagen.

## Gemeinde- und Kirchenleben
Die Unierte Evangelische Kirche in Polen war eine ausgesprochene Diasporakirche. Ihre Mitglieder waren in aller Regel bis 1920 dem Rechte nach Deutsche, von denen sich nur ein geringer Teil ethnisch als Polen ansah oder zur Volksgruppe der Kaschuben rechnete – ethnische Polen, die überwiegend katholisch waren, bildeten in der Provinz Posen und in Pommerellen (neben Kaschuben) vielerorts die Mehrheit der Bevölkerung. Die meisten Kirchenmitglieder waren bis zum Untergang der Monarchie Deutsche gewesen, die sich vor und nach 1918 als Minderheit dem deutschsprachigen Kulturkreis zugehörig fühlten. Polnischen bzw. polnischsprachigen Protestanten lebten hauptsächlich in der Superintendentur Ostrzeszów im äußersten Süden des Gebiets der Kirche sowie in Działdowo.
In den polnischen Abtretungsgebieten überließ der Friedensvertrag von Versailles allen Deutschen, einerlei ob deutsch-, kaschubisch- oder polnischsprachig, die Wahl, Polen zu werden oder für den Erhalt der deutschen bisherigen Staatsbürgerschaft zu optieren. Deutschsprachige Deutsche in den Abtretungsgebieten, die Polen wurden, zählten nach den Grenzveränderungen zur ethnisch deutschen Minderheit in Polen. Wer deutscher Staatsbürger blieb und sich weiter innerhalb des neuen Polens aufhielt, unterstand dann als Auslandsdeutscher polnischem Ausländergesetz und konnte dessen Bestimmungen gemäß auch des Landes verwiesen werden. Er genoss nicht den freien Aufenthalt wie die Minderheit der polnischen Staatsbürger deutscher Abstammung.
Das Gemeinde- und Kirchenleben wurde zunächst durch die starke Abwanderung und teilweise Ausweisung vieler Optanten, darunter viele Kirchenmitglieder, erschwert, die in Verwaltung, Bildungswesen oder Verbänden ihre Stellungen verloren hatten, weil sie nicht ausreichend Polnisch sprachen oder weil neue Organisationen mit neuen polnischsprachigen Personen an die Stelle der alten traten. 1932 zählte die Kirche 302.000 Seelen, 1934 dann 293.346 und 1939 noch 160.000 Mitglieder.

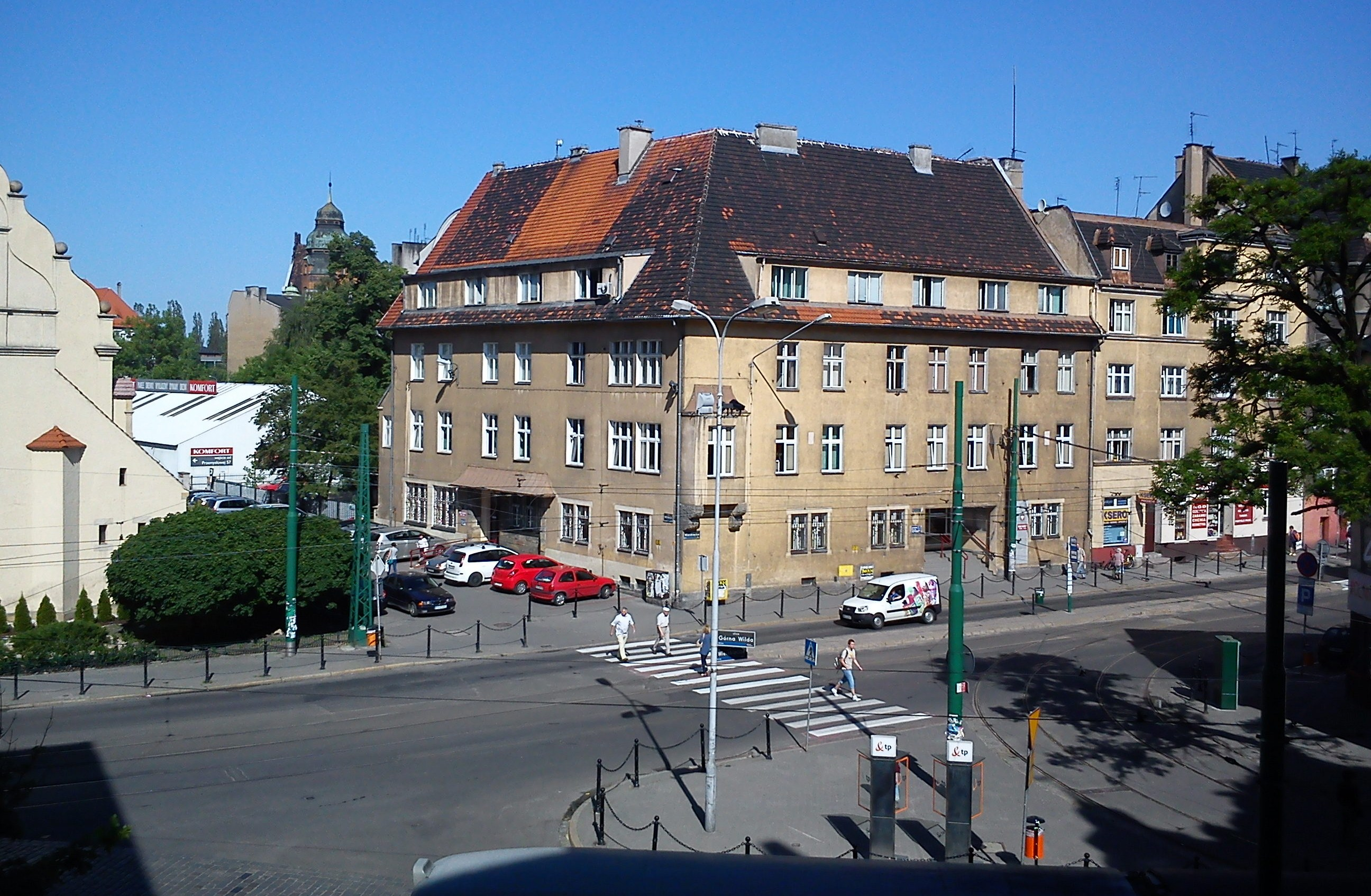
Posen, ul. Wierzbięcice 45, ehemaliges Theologisches Seminar, angeschnitten die Matthäuskirche, 1907 von Oskar Hossfeld

Die polnischen Behörden bereiteten Polen deutscher Zunge, die an einer deutschen Universität Theologie studieren wollten, Passschwierigkeiten. Daher gründete Blau 1921 in Posen das Theologische Seminar der Unierten Evangelischen Kirche in Polen. Im Studienjahr 1930/1931 besuchten 42 Studenten das Seminar. Das Predigerseminar wurde von einem Vorstand geleitet, der aus einem Superintendenten, dem Präses der Synode, einem Synodalen mit juristischer Qualifikation und einem von den Professoren gewählten Dekan bestand. Dekan war Adolf Schneider bis zu seinem Tod, danach von 1931 bis 1940 der Konsistorialrat Richard Hildt.
Kandidaten für geistliche Ämter besaßen oft auch theologische Abschlüsse deutscher Universitäten. Die Fakultät für evangelische Theologie der Universität Warschau, deren Lehrkörper aus Mitgliedern der Evangelischen Kirche A.B. in Polen bestand, nutzten Studenten der Unierten Evangelischen Kirche in der Regel nicht als Bildungsstätte.
Als Gesangbuch diente das Deutsche Evangelische Gesangbuch (DEG), das später kurz auch als Einheitsgesangbuch bekannt war. Bei der Neuauflage ab den späten 1920er Jahren wurde es in der Unierten Evangelischen Kirche sowie einigen nord-, west- und ostdeutschen Landeskirchen jeweils um regionale Liederanhänge ergänzt eingeführt. Die Unierte Evangelische Kirche in Polen und die altpreußischen Kirchenprovinzen Grenzmark Posen-Westpreußen, Landessynodalverband der Freien Stadt Danzig und Ostpreußen erstellten den Liederanhang Nr. 343–472 sowie den Zusatz regionaler Geistlicher Volkslieder Nr. 473–536.

## Verhältnis zu anderen protestantischen Kirchen
Da zwischen Polen und der Freien Stadt Danzig Reisefreiheit bestand, kooperierte die Unierte Evangelische Kirche in manchen Dingen, z. B. der Theologenausbildung, mit dem Landessynodalverband der Freien Stadt Danzig unter dem Danziger Generalsuperintendenten Paul Kalweit.
Weitgehend unverändert blieben die traditionell schwierigen Beziehungen der Unierten zu den benachbarten ebenfalls meist deutschsprachigen Altlutheranern, seit 1920 reorganisiert in der Evangelisch-Lutherischen Kirche in Westpolen (Kościół Ewangelicko-Luterski w Polsce Zachodniej), zu der sich jene Kirchengemeinden der Evangelisch-Lutherischen Kirche in Preußen zusammengeschlossen hatten, die ab 1918/1919 zu Polen kamen.
Das Verhältnis zur Evangelischen Kirche A.B. in Polen unter Generalsuperintendent Bursche, der die versuchte Eingliederung der evangelischen Kirchengemeinden in Großpolen und Pommerellen begrüßt hatte, blieb gespannt.
Zugewanderte polnischsprachige Lutheraner aus den vormals zu Russland und Österreich gehörenden Teilen Polens gründeten einzelne lutherische Kirchengemeinden in Bromberg (Christus-Heiland-Kirchengemeinde), Dirschau, Gdingen, Graudenz, Posen (1924 bis 1939 geleitet von Pastor Gustav Manitius) und Thorn, die zur Evangelischen Kirche A.B. in Polen gehörten und in Freundschaft zu den meist deutschsprachigen Altlutheranern standen, die ihnen Gastrecht in ihren Kirchen gewährten. In Bromberg übergaben die polnischen Behörden der neuen polnischsprachigen evangelisch-lutherischen Kirchengemeinde die evangelisch-unierte Christuskirche, was zu Verstimmungen bei der Unierten Evangelischen Kirche führte.
Dagegen waren die Beziehungen zur Evangelischen Kirche Augsburgischen und Helvetischen Bekenntnisses in Kleinpolen (Kościoł Ewangelicki Augsburskiego i Helweckiego Wyznania w Małopolsce) unter Superintendent Theodor Zöckler und zur Unierten Evangelischen Kirche in Polnisch Oberschlesien gedeihlich.

## Organisationsstruktur
Grundlegende Organisationseinheiten der Kirche waren die 405 Kirchengemeinden (Stand 1927), die sich 1920 in 30 und 1937 noch in 27 Diözesen gliederten. Die geistliche Leitung der Diözesen lag jeweils bei einem Superintendenten.
Oberstes Organ der Kirche war die Synode. 1920 wählten die Kirchengemeinden die Synodalen, acht Synodale entsandte das Konsistorium und einen die Fakultät für evangelische Theologie der Schlesischen Friedrich-Wilhelms-Universität zu Breslau.
Geistliches Oberhaupt der Kirche war der Generalsuperintendent, der in Titulatur und Funktion unverändert aus der Zeit der altpreußischen Provinzialkirchenleitung übernommen wurde. Da sich die polnische Regierung die Bestätigung neu gewählter Amtsträger in Kirchenleitungen vorbehielt und die Unierte Evangelische Kirche fürchtete, die Regierung würde einen gewählten Amtsträger nicht bestätigen, verständigte sich die Synode mit dem betagten Blau darauf, dass er nicht zurücktreten würde.
Als Exekutive fungierte das schon seit 1815 bestehende Konsistorium in der ulica Młyńska 11a in Poznań (Posen) im Rahmen der neuen Kirche. Presseorgan der Kirche war das Posener Evangelische Kirchenblatt.

### Diözesen
Nach der Verselbständigung der Kirchenprovinz Posen als Unierte Evangelische Kirche erfuhr die Gliederung eine grundlegende Revision. Statt der Kirchenkreise, die im Zuge der preußischen Vereinheitlichung der Nomenklatur auch im Osten Preußens eingeführt worden waren, richtete die Unierte Evangelische Kirche Diözesen ein. Eine Diözese ist in lutherischen Kirchen eine Organisationseinheit, die im Osten Preußens traditionell den Amtsbezirk eines Superintendenten beschreibt. Die Grenzen der neuen Diözesen wurden neu gezogen, da durch Veränderungen der deutschen Grenzen im Osten viele Kirchenkreise zerschnitten waren und die Abwanderung von Kirchenmitgliedern weniger, aber räumlich größere Einheiten erforderlich machte. Die Diözesen unten entsprechen dem Stand von 1937.
| Diözese | Sitz der Kirchengemeinden «Mitgliederzahl, Stand 1937» (zuvor Teil von …) |
| --- | --- |
| Bojanowo-Krotoszyn/ Bojanowo-Krotoschin mit 19 Gemeinden | Bojanowo «1.300» (Kikr. Bojanowo); Dobrzyca: Evangelische Kirche «1.150» (Kikr. Krotoschin); Gostyń/Gostyn «500» (Kikr. Bojanowo); Jutrosin/Jutroschin «1.001» (Kikr. Bojanowo); Kobylin «930» (Kikr. Krotoschin); Koźmin/Koschmin «500» (Kikr. Krotoschin); Koźminiec/Deutsch Koschmin «570» (Kikr. Schrimm); Krobia/Kröben «200» (Kikr. Bojanowo); Krotoszyn/Krotoschin «1.137» (Kikr. Krotoschin); Miejska Górka/Görchen «443» (Kikr. Bojanowo); Pakosławiec (Powiat Rawicki) «340» (Kikr. Bojanowo); Poniec/Punitz: Petrigemeinde «1.000» (Kikr. Bojanowo); Piaski/Sandberg «320» (Kikr. Bojanowo); Pogorzela «340» (Kikr. Krotoschin); Rawicz/Rawitsch: Dreifaltigkeitskirche «1.600» (Kikr. Bojanowo); Sarnowa/Sarne «82» (Kikr. Bojanowo); Trzebosz/Triebusch «220» (Kikr. Guhrau-Herrnstadt, Kipro Schlesien); Zalesie Wielkie «170» (Kikr. Krotoschin); Zduny «950» (Kikr. Krotoschin) |
| Bydgoszcz/ Bromberg I mit 13 Gemeinden | Bydgoszcz/Bromberg «6.189» (Kikr. Bromberg); Czyżkówko/Jägerhof (zu Bydgoszcz) «220» (Kikr. Bromberg); Fordon (zu Bydgoszcz) «850» (Kikr. Bromberg); Lucim/Lutschmin «?» (Kikr. Bromberg); Małe Bartodzieje (zu Bydgoszcz)/Klein Bartelsee «576» (Kikr. Bromberg); Okole/Schleusenau (zu Bydgoszcz) «490» (Kikr. Bromberg); Osielsko/Osielsk «637» (Kikr. Bromberg); Otorowo (Gmina Solec)/Otteraue mit Łęgnowo (zu Bydgoszcz)/Langenau «800» (Kikr. Bromberg); Sienno (Gmina Dobrcz) «900» (Kikr. Bromberg); Solec/Schulitz «1.000» (Kikr. Bromberg); Szretery/Schröttersdorf (zu Bydgoszcz) «338» (Kikr. Bromberg); Szwederowo/Schwedenhöhe, Schwederowo (zu Bydgoszcz) «450» (Kikr. Bromberg); Wilczak/Prinzenthal (zu Bydgoszcz) «440» (Kikr. Bromberg); Włóki «700» (Kikr. Bromberg) |
| Bydgoszcz/ Bromberg II mit 13 Gemeinden | Brzoza (Powiat Bydgoski)/Hopfengarten «660» (Kikr. Bromberg); Ciele/Cielle «1.212» (Kikr. Bromberg); Gogolin «994» (Kikr. Bromberg); Koronowo/Polnisch Krone/Crone an der Brahe «1.012» (Kikr. Bromberg); Kruszyn/Kruschdorf «450» (Kikr. Bromberg); Łabiszyn/Labischin «900» (Kikr. Schubin); Łochowo (Kujawien)/Lochowo «745» (Kikr. Bromberg); Łukowiec (Kujawien)/Bachwitz «600» (Kikr. Bromberg); Mąkowarsko/Mönkenwerth «510» (Kikr. Bromberg); Rynarzewo (Kujawien)/Rynarschewo «1.050» (Kikr. Schubin); Sicienko/Wilhelmsort «469» (Kikr. Bromberg); Sitowiec (Gmina Kronowo)/Schanzendorf «?» (Kikr. Bromberg); Szubin/Schubin «1.455» (Kikr. Schubin); Wtelno «467» (Kikr. Bromberg) |
| Chełmno/ Culm mit 14 Gemeinden | Chełmno/Culm «1.680» (Diöz. Culm); Grudziądz/Graudenz «330» (Diöz. Culm); Kokocko/Kokotzko «1.192» (Diöz. Culm); Łasin/Lessen «1.100» (Diöz. Culm); Lisewo/Lissewo «400» (Diöz. Culm); Lisnowo/Groß Leistenau «1.800» (Diöz. Culm); Mokre Niewałd (Gmina Grudziądz)/Mockrau «1.240» (Diöz. Culm); Piaski/Piasken mit Rudnik/Rudnick «1.010» (Diöz. Culm); Płutowo/Plutowo mit Trzebczyk/Trebis «580» (Diöz. Culm); Radzyń/Rehden «1.480» (Diöz. Culm); Robakowo/Rebkau (Gmina Stolno) «1.700» (Diöz. Culm); Wielkie Łunawy/Groß Lunau «1.700» (Diöz. Culm) |
| Chojnice/ Konitz mit 19 Gemeinden | Bagienica/Bagnitz «508» (Diöz. Konitz); Borowy Młyn (Powiat Bytowski)/Heidemühl «127» (Diöz. Schlochau); Chojnice/Konitz «1.130» (Diöz. Konitz); Czersk «230» (Diöz. Konitz); Iwiec/Iwitz «510» (Diöz. Konitz); Kamień/Kamin «570» (Diöz. Flatow); Kęsowo/Kensau «515» (Diöz. Konitz); Kosobudy (Pommerellen)/Kossabude «40» (Diöz. Konitz?); Mokre/Mockrau (Powiat Chojnicki) «750» (Diöz. Konitz); Obodowo Sośno/Obendorf und Soßnau «1.121» (Diöz. Flatow); Rytel/Rittel «117» (Diöz. Konitz); Sępólno/Zempelburg «2.577» (Diöz. Flatow); Śliwice/Groß Schliewitz «150» (Diöz. Konitz); Sypniewo/Sittnow (Sitno) «911» (Diöz. Flatow); Tuchola/Tuchel «515» (Diöz. Konitz); Więcbork Pęperzyn/Vandsburg Pempersin «3.400» (Diöz. Flatow); Włodzibórz «648» (Diöz. ?) |
| Czarnków/ Czarnikau mit 8 Gemeinden | Czarnków/Czarnikau «1.100» (Kikr. Czarnikau); Dziembowo «171» (Kikr. Colmar); Gębice/Gembitz «1.280» (Kikr. Czarnikau); Huta (Gmina Czarnków)/Althütte «419» (Kikr. Czarnikau); Romanowo Dolne und Górne/Romanshof «1.165» (Kikr. Czarnikau); Stajkowo (Gmina Lubasz)/Staykowo «410» (Kikr. Czarnikau); Ujście/Usch «682» (Kikr. Colmar); Węglewo (Gmina Ujście)/Kahlstädt «378» (Kikr. Colmar) |
| Działdowo/ Soldau mit 21 Gemeinden (Gemeinden des Kirchenkreises Soldau kamen 1923 von der Kirchenprovinz Ostpreußen hinzu und gingen an diese 1940 zurück) | Białuty/Bialutten «54» (Kikr. Soldau); Brodnica/Strasburg «900» (Diöz. Strasburg); Burkat/Borchersdorf «1.218» (Kikr. Soldau); Działdowo/Soldau «2.738» (Kikr. Soldau); Górzno/Gorzno «210» (Diöz. Strasburg); Gralewo/Grallau mit Płośnica/Heinrichsdorf «1.000» (Kikr. Soldau); Gryźliny/Grischlin (Gmina Nowe Miasto) «448» (Diöz. Strasburg); Grzybno (Gmina Bobrowo)/Griewenhof «450» (Diöz. Strasburg); Kawki (Gmina Bobrowo)/Hermannsruhe «969» (Diöz. Strasburg); Konojady (Gmina Jabłonowo)/Konojad «850» (Diöz. Strasburg); Koszelewy/Groß Koschlau «373» (Kikr. Soldau); Łąkorz/Lonkorsz «310» (Diöz. Strasburg); Lidzbark/Lautenburg mit Langendorf und Kolonie Bryńsk/Brinsk «425» (Diöz. Strasburg); Lubawa/Löbau «354» (Diöz. Strasburg); Narzym (Wildenau) «1.270» (Kikr. Soldau); Nowe Miasto/Neumark «462» (Diöz. Strasburg); Szafarnia/Forsthausen (Gmina Kurzętnik) «200» (Diöz. Strasburg); Szczupliny/Sczuplienen «180» (Kikr. Soldau); Uzdowo/Usdau «468» (Kikr. Soldau) |
| Gniezno/ Gnesen mit 17 Gemeinden | Czerniejewo/Schwarzenau «510» (Kikr. Gnesen); Gniezno/Gnesen, ul. Chrobrego «1.605» (Kikr. Gnesen); Gołaszewo (Großpolen)/Groß Golle «588» (Kikr. Gnesen); Janówiec/Janowitz «375» (Kikr. Schubin); Jaroszewo (Gmina Żnin)/Jaroschewo «249» (Kikr. Gnesen); Kiszkowo/Welnau «1.080» (Kikr. Gnesen); Kłecko/Kletzko «1.225» (Kikr. Gnesen); Laskowo/Laßkirche «819» (Kikr. Schubin); Lednogóra «450» (Kikr. Gnesen); Łubowo/Libau «681» (Kikr. Gnesen); Powidz «135» (Kikr. Gnesen); Rejowiec (Großpolen)/Revier «400» (Kikr. Gnesen); Rogowo «1.090» (Kikr. Gnesen); Skoki/Schocken «800» (Kikr. Gnesen); Strzałkowo/Stralkowo «430» (Kikr. Gnesen); Świniary (Großpolen)/Swiniary (Bismarcksfelde) «733» (Kikr. Gnesen); Witkowo «930» (Kikr. Gnesen) |
| Inowrocław/ Inowrazlaw mit 15 Gemeinden | Chełmce/Chelmce (Gmina Kruszwica) «140» (Kikr. Inowrazlaw); Dąbrowa Biskupia/Louisenfelde «948» (Kikr. Inowrazlaw); Dąbrowo Wielkie (Kujawien-Pommern)/Elsendorf «950» (Kikr. Inowrazlaw); Gąski (Gmina Gniewkowo)/Gonsk «660» (Kikr. Inowrazlaw); Gniewkowo/Argenau «480» (Kikr. Inowrazlaw); Inowrocław/Inowrazlaw «900» (Kikr. Inowrazlaw); Kruszwica/Kruschwitz «380» (Kikr. Inowrazlaw); Mątwy nad Notecią/Montwy (zu Inowrocław) «sieh dort» (Kikr. Inowrazlaw); Murzynko/Klein Morin «268» (Kikr. Inowrazlaw); Pakość/Pakosch «350» (Kikr. Inowrazlaw); Radojewice «475» (Kikr. Inowrazlaw); Rojewice/Grünkirch «2.200» (Kikr. Inowrazlaw); Rojewo «675» (Kikr. Inowrazlaw); Wielka Nowa Wieś/Groß Neudorf «2.600» (Kikr. Inowrazlaw); Złotniki Kujawskie/Zlottnik «325» (Kikr. Inowrazlaw) |
| Kartuzy/ Karthaus mit 10 Gemeinden | Hopowo/Hoppendorf «1.296» (Diöz. Karthaus); Kartuzy/Karthaus: Lutherkirche «487» (Diöz. Karthaus); Mirachowo/Mirchau «230» (Diöz. Karthaus); Przyjaźń/Rheinfeld «338» (Diöz. Karthaus); Sulmin «96» (Diöz. Karthaus); Szymbark (Kaschubei)/Schönberg mit Grabowo/Alt Grabau «2.208» (Diöz. Karthaus); Sierakowice/Sierakowitz «370» (Diöz. Karthaus); Stężyca/Stendsitz: Gustav-Adolf-Kirche «130» (Diöz. Karthaus); Sulęczyno/Sullenschin «190» (Diöz. Karthaus) |
| Leszno/ Lissa mit 14 Gemeinden | Kościan/Kosten «245» (Kikr. Lissa); Kotusz/Kotusch «597» (Kikr. Lissa); Krzemieniewo/Feuerstein «507» (Kikr. Lissa); Leszno/Lissa: Kreuzkirche «820» (Kikr. Lissa); Lubiń/Lubin «265» (Kikr. Lissa); Miązkowo (Gmina Osieczna) «271» (Kikr. Lissa); Osieczna (Großpolen)/Storchnest «595» (Kikr. Lissa); Racot/Racoten «110» (Kikr. Lissa); Rydzyna/Reisen «1.735» (Kikr. Lissa); Śmigiel/Schmiegel «637» (Kikr. Lissa); Stare Bojanowo/Alt Boyen «481» (Kikr. Lissa); Wilkowice (Gmina Lipno, Großpolen) «361» (Kikr. Lissa); Włoszakowice/Luschwitz «135» (Kikr. Fraustadt); Zaborowo (Gmina Wierzbinek) «92» (Kikr. Inowrazlaw) |
| Łobżenica/ Lobsens mit 26 Gemeinden | Białośliwie/Weißenhöhe «680» (Kikr. Lobsens); Brodna/Brodden «912» (Kikr. Colmar); Brzostowo/Brostowo mit Miasteczko/Friedheim «710» (Kikr. Lobsens); Dębionek/Debionek «600» (Kikr. Lobsens); Dziegciarnia/Saxaren «239» (Kikr. Lobsens); Dzwierszno Małe/Klein Dreidorf «311» (Kikr. Lobsens); Grabówno/Grabau «560» (Kikr. Lobsens); Lipia Góra (Gmina Szamocin)/Lindenwerder «750» (Kikr. Lobsens); Łobżenica/Lobsens «1.240» (Kikr. Lobsens); Miasteczko/Friedheim «332» (Kikr. Lobsens); Mrocza/Mrotschen «1.200» (Kikr. Lobsens); Nakło nad Notecią/Nakel «1.734» (Kikr. Lobsens); Osiek (Gmina Kościan) «1.091» (Kikr. Lobsens); Raczyn (Gmina Samoczin) «850» (Kikr. Lobsens); Radzicz (Gmina Nakło) «520» (Kikr. Lobsens); Rościmin/Roscimin «330» (Kikr. Lobsens); Runowo Kraińskie/Runowo «520» (Kikr. Lobsens); Sadki/Sadke «390» (Kikr. Lobsens); Szamocin/Samotschin «1.720» (Kikr. Lobsens); Tłukomy/Tlukom, Groß Elsingen «544» (Kikr. Lobsens); Tonin/Groß Tonin «265» (Diöz. Flatow); Wąwelno/Lindenwald «560» (Kikr. Lobsens); Witrogoszcz/Güntergost «498» (Kikr. Lobsens); Wyrzysk/Wirsitz «520» (Kikr. Lobsens); Wysoka/Wissek «1.200» (Kikr. Lobsens) |
| Międzychód-Szamotuły/ Birnbaum-Samter mit 19 Gemeinden | Chrzypsko Wielkie/Seeberg «103» (Kikr. Birnbaum); Duszniki/Duschnik «577» (Kikr. Samter); Lewiczynek/Lewitz-Hauland «905» (Kikr. Posen I); Lwówek/Neustadt bei Pinne «2.100» (Kikr. Birnbaum); Międzychód/Birnbaum «1.260» (Kikr. Birnbaum); Miłostowo/Milostowo (Gmina Kwilcz) «440» (Kikr. Birnbaum); Nojewo/Neuthal «480» (Kikr. Samter); Obrzycko/Obersitzko «150» (Kikr. Samter); Piotrowo (Gmina Obrzycko)/Peterawe «350» (Kikr. Samter); Pniewy/Pinne «1.460» (Kikr. Samter); Radusz/Radusch «496» (Kikr. Birnbaum); Rokietnica «346» (Kikr. Samter); Sieraków/Zirke «1.120» (Kikr. Birnbaum); Szamotuły/Samter «1.020» (Kikr. Samter); Tarnowo (Gmina Kostrzyn)/Schlehen «375» (Kikr. Posen I); Wartosław/Neubrück «344» (Kikr. Samter); Wronki/Wronke mit Rzecin «785» (Kikr. Samter) |
| Mogilno mit 12 Gemeinden | Dąbrowa (Gmina Mogilno)/Kaisersfelde «940» (Kikr. Inowrazlaw); Jastrzębowo/Rosenau «438» (Kikr. Gnesen); Jeziora Wielkie/Groß See «288» (Kikr. Inowrazlaw); Józefowo (Gmina Mogilno)/Josephowo «630» (Kikr. Inowrazlaw); Kołodziejewo/Altraden «400» (Kikr. Inowrazlaw); Kwieciszewo/Kwiecischewo, Blütenau «950» (Kikr. Inowrazlaw); Mogilno «540» (Kikr. Inowrazlaw); Orchowo «1.020» (Kikr. Gnesen);Strzelno/Strelno «879» (Kikr. Inowrazlaw); Szydłówiec (Gmina Orchowo)/Schidlowitz «419» (Kikr. Gnesen); Trzemeszno/Tremessen «940» (Kikr. Gnesen); Wszedzień (Gmina Mogilno)/Wszedzin, Schetzingen «473» (Kikr. Inowrazlaw) |
| Oborniki-Chodzież/ Obornik-Colmar mit 16 Gemeinden | Budziszewko «655» (Kikr. Obornik); Budzyń/Budsin «1.050» (Kikr. Colmar); Bukowiec (Gmina Budzyń)/Gramsdorf «1.300» (Kikr. Colmar); Chodzież/Colmar in Posen «1.650» (Kikr. Colmar); Ludomy/Luden «387» (Kikr. Obornik?); Murowana Goślina/Murowana Goslin «1.470» (Kikr. Obornik); Oborniki/Obornik «1.200» (Kikr. Obornik); Połajewo/Polajewo «856» (Kikr. Obornik); Rogoźno/Rogasen mit Runowo (Gmina Węgrowiec)/Kaisersaue «1.801» (Kikr. Obornik); Ryczywół/Ritschenwalde «460» (Kikr. Obornik)?; Sokołowo/Jankendorf «760» (Kikr. Colmar); Stróżewice/Strosewo Hauland «450» (Kikr. Colmar); Stróżewo (Gmina Chodzież)/Strosewo «600» (Kikr. Colmar); Tarnówko (Gmina Połajewo) «477» (Kikr. Obornik); Zacharzyn/Zachasberg «735» (Kikr. Colmar) |
| Ostrzeszów/ Schildberg mit 21 Gemeinden | Bralin «130» (Kikr. Groß Wartenberg, Kipro Schlesien); Chojnik/Honig «2.700» (Kikr. Schildberg); Czarnylas «884» (Kikr. Schildberg); Drobaszki «324» (Kikr. Schildberg); Grabów/Grabow «950» (Kikr. Schildberg); Kępno/Kempen «889» (Kikr. Schildberg); Kobyla Góra/Kobylagora «740» (Kikr. Schildberg); Laski «330» (Kikr. Schildberg); Latowice/Latowitz «354» (Kikr. Schildberg); Nowe Skalmierzyce/Neu Skalmierschütz «52» (Kikr. Schildberg); Odolanów/Adelnau «1.958» (Kikr. Schildberg); Opatów/Opatow «68» (Kikr. Schildberg); Ostrów Wielkopolski/Ostrowo «493» (Kikr. Schildberg); Ostrzeszów/Schildberg «2.050» (Kikr. Schildberg); Pisarzewice/Schreibersdorf «830» (Kikr. Schildberg); Podzamcze «114» (Kikr. Schildberg); Raszków (Powiat Ostrowski)/Raschkow «693» (Kikr. Schildberg); Rychtal/Reichthal «101» (Kikr. Bernstadt-Namslau); Sośnie/Sosnie «1.944» (Kikr. Schildberg); Strzyżew/Strzyzew «602» (Kikr. Schildberg); Sulmierzyce/Sulmirschütz «170» (Kikr. Schildberg) |
| Poznań I/ Posen I mit 23 Gemeinden | Bnin «1.004» (Kikr. Posen I); Czempiń/Czempin «280» (Kikr. Posen I); Dominowo «216» (Kikr. Posen I); Jerzykowo/Jersitz «400» (Kikr. Posen I); Kostrzyn/Kostschin «864» (Kikr. Posen I); Krosno (Gmina Mosina)/Altkirch «860» (Kikr. Posen I); Morasko/Nordheim (zu Poznań) «293» (Kikr. Posen I); Nekielka/Nekla-Hauland: Kirche «494» (Kikr. Posen I); Pobiedziska/Pudewitz «700» (Kikr. Posen I); Podwęgierki/Wilhelmsau: Kirche «820» (Kikr. Posen I); Poznań/Posen Kreuzkirche (ul. Grobla 1) «1.100» (Kikr. Posen I); Poznań/Posen: St.-Pauli-Kirche, ul. Fredry «800» (eximiert); Poznań/Posen ul. Spokojna 13 «652» (Kikr. Posen I); Poznań/Posen ul. Szamarzewskiego 3 «700» (Kikr. Posen I); Poznań/Posen Wierzbięcice 45 «914» (Kikr. Posen I); Środa/Schroda «167» (Kikr. Posen I); Starołęka (zu Poznań) «160» (Kikr. Posen I); Stęszew/Stenschewo «248» (Kikr. Posen I); Swarzędz/Schwersenz «774» (Kikr. Posen I); Września/Wreschen «615» (Kikr. Posen I); Żabikowo (zu Luboń)/Zabikowo «207» (Kikr. Posen I); Żabno (Großpolen)/Zabno «289» (Kikr. Posen I); Zakrzewo (Powiat Poznański) «229» (Kikr. Posen I)                                                |
| Poznań II/ Posen II mit 7 Gemeinden | Lasocice/Laßwitz, Lassewitz «500» (Kikr. Posen II); Leszno/Lissa: Ref. Johanniskirche «278» (Kikr. Posen II); Orzeszkowo «240» (Kikr. Posen II); Poznań/Posen: Ref. Petrikirche, ul. św. Józefa 2 «154» (Kikr. Posen II); Tabor Wielki / Groß Friedrichs-Tabor «711» (Kikr. Posen II); Toruń/Thorn: Ref. Gemeinde «14» (Ref. Kirchenkreis von Ost- und Westpreußen); Waszkowo/Waschke: Ref. Jacobigemeinde «52» (Kikr. Posen II) |
| Śrem/ Schrimm mit 13 Gemeinden | Borek «551» (Kikr. Schrimm); Dolsk/Dolzig «260» (Kikr. Schrimm); Jarocin/Jarotschin «460» (Kikr. Schrimm); Książ/Xions «450» (Kikr. Schrimm); Łowęcice (Großpolen)/Lowencice «346» (Kikr. Schrimm); Miłosław/Miloslaw «330» (Kikr. Schrimm); Nowe Miasto nad Wartą/Neustadt an der Warthe «270» (Kikr. Schrimm); Pleszew/Pleschen «700» (Kikr. Schrimm); Sierszew/Breitenfeld «310» (Kikr. Schrimm); Sobótka (Gmina Ostrów Wielkopolski)/Sobotka «254» (Kikr. Schrimm); Śrem/Schrimm «225» (Kikr. Schrimm); Zaniemyśl/Santomischel «450» (Kikr. Schrimm); Żerków/Zerkow «28» (Kikr. Schrimm) |
| Świecie/ Schwetz mit 14 Gemeinden | Bukowiec/Bukowitz «1.200» (Diöz. Schwetz); Grupa (Powiat Świecki)/Gruppe «1.300» (Diöz. Schwetz); Gruczno/Grutschno (Powiat Świecki) «950» (Diöz. Schwetz); Jeżewo/Jeschewo «632» (Diöz. Schwetz); Lniano/Lianno «620» (Diöz. Schwetz); Lubiewo «401» (Diöz. Schwetz); Nowe/Neuenburg a.d. Weichsel «1.586» (Diöz. Schwetz); Osie/Osche «620» (Diöz. Schwetz); Przewodnik/Bülowsheide «173» (Diöz. Schwetz); Serock (Gmina Pruszcz)/Schirotzken «1.229» (Diöz. Schwetz); Smętowo/Schmentau «270» (Diöz. Schwetz); Świecie/Schwetz «2.050» (Diöz. Schwetz); Wałdowo (Gmina Pruszcz)/Waldau bei Prust «1.000» (Diöz. Schwetz); Warlubie/Warlubien «545» (Diöz. Schwetz) |
| Tczew-Starogard/ Dirschau-Preußisch Stargard mit 19 Gemeinden                                                                                               | Borzechowo/Bordzichow «652» (Diöz. Stargard-Berent); Gniew/Mewe «520» (Diöz. Marienwerder); Huta/Hütte «82» (Diöz. Stargard-Berent); Kościerzyna/Berent «440» (Diöz. Stargard-Berent); Krąg (Gmina Starogard)/Krangen «453» (Diöz. Stargard-Berent); Lipusz/Lippusch «20» (Diöz. Stargard-Berent); Nowe Polaszki/Neu Paleschken «847» (Diöz. Stargard-Berent); Nowy Barkoczyn/Neubarkoschin «1.020» (Diöz. Stargard-Berent); Nowy Wiec/Neufietz, Neu Fietz «?» (Diöz. Stargard-Berent); Płociczno (Gmina Kaliska)/Grünthal «104» (Diöz. Stargard-Berent); Pogódki/Pogutken «500» (Diöz. Stargard-Berent); Rudno (Powiat Tczewski)/Rauden «432» (Diöz. Marienwerder); Skarszewy/Schöneck «1.770» (Diöz. Stargard-Berent); Skórcz/Skurz «472» (Diöz. Stargard-Berent); Starogard/Preußisch Stargard «1.410» (Diöz. Stargard-Berent); Swarożyn/Swaroschin «300» (Diöz. Danziger Höhe); Tczew/Dirschau «1.400» (Diöz. Danziger Höhe); Turze (Gmina Tchew)/Groß Turse «650» (Diöz. Danziger Höhe); Wielki Podleś/Poldersee «225» (Diöz. Stargard-Berent) |
| Toruń/ Thorn mit 18 Gemeinden | Chełmża/Culmsee «737» (Diöz. Thorn); Górsk/Gurske «1.200» (Diöz. Thorn); Gostkowo (Powiat Toruński) «190» (Diöz. Thorn); Grabowiec (Powiat Toruński)/Grabowitz «790» (Diöz. Thorn); Grębocin (Powiat Toruński)/Gramtschen mit Lubicz/Leibitsch und Rogowo (Gmina Lubicz)/Groß Rogau «604» (Diöz. Thorn); Lulkowo/Lulkau «160» (Diöz. Thorn); Ostromecko/Ostrometzko «714» (Diöz. Thorn); Otłoczyn/Ottlotschin «80» (Diöz. Thorn); Podgórz/Podgorz (ab 1938 zu Thorn) «600» (Diöz. Thorn); Rudak mit Stawki/Stewken (ab 1938 zu Thorn) «250» (Diöz. Thorn); Rzęczkowo/Rentschkau «724» (Diöz. Thorn); Toruń/Thorn-Altstadt «1.050» (Diöz. Thorn); Toruń/Thorn-Neustadt: Dreifaltigkeitskirche «350» (Diöz. Thorn); Toruń/Thorn: St. Georgenkirche «750» (Diöz. Thorn); Zelgno/Seglein «308» (Diöz. Thorn); Zławieś Wielka/Groß Bösendorf «900» (Diöz. Thorn) |
| Wąbrzeźno/ Briesen mit 9 Gemeinden | Dębowa Łąka/Dembowalonka, Wittenburg «893» (Diöz. Briesen); Golub/Gollub «200» (Diöz. Briesen); Jabłonowo/Jablonowo, Goßlershausen «420» (Diöz. Briesen); Kowalewo/Schönsee «1.400» (Diöz. Briesen); Książki/Hohenkirch «1.730» (Diöz. Briesen); Ostrowite (Powiat Golubsko-Dobrzyński)/Osterbitz «260» (Diöz. Briesen); Ryńsk/Rheinsberg «270» (Diöz. Briesen); Wąbrzeźno/Briesen «1.700» (Diöz. Briesen); Wieldządz/Villisass «1.400» (Diöz. Briesen) |
| Wągrowiec/ Wongrowitz mit 15 Gemeinden | Barcin/Bartschin «1.400» (Kikr. Schubin); Ciężkowo/Cienszkowo «850» (Kikr. Schubin); Dziewierzewo/Lindenbrück «700» (Kikr. Schubin); Gołańcz/Gollantsch «710» (Kikr. Colmar); Jabłówko (Kujawien-Pommern) «610» (Kikr. Colmar); Kcynia/Exin «1.400» (Kikr. Schubin); Kowalewko (Gmina Kcynia) «872» (Kikr. Schubin); Łękno (Gmina Zaniemyśl)/Seeburg «850» (Kikr. Schrimm); Margonin «1.100» (Kikr. Colmar); Mirkowice (Großpolen)/Groß Mirkowitz «640» (Kikr. Schubin); Podlesie Wysokie/Hohenwalden «770» (Kikr. Schubin); Sipiory/Neukirchen «806» (Kikr. Schubin); Wągrowiec/Wongrowitz «1.500» (Kikr. Schubin); Żerniki/Zerniki «?» (Kikr. Schubin); Żnin/Znin «480» (Kikr. Schubin); Zrazim/Herrnkirch «950» (Kikr. Schubin) |
| Wejherowo/ Neustadt mit 10 Gemeinden | Bolszewo/Bohlschau «351» (Diöz. Dirschau); Hel/Hela St. Peter und Paul «440» (Diöz. Neustadt); Karczemki (Pommerellen)/Friedenau «339» (Diöz. Neustadt); Krokowa/Krockow: luth.-ref. Simultaneum Kreuzkirche «1.407» (Diöz. Neustadt); Leśniewo (Pomerellen)/Lessnau «225» (Diöz. Neustadt); Mały Kack/Klein Katz «300» (Diöz. Neustadt); Puck/Putzig «456» (Diöz. Neustadt); Rumia/Rahmel «250» (Diöz. Neustadt); Smażyno/Smasin «230» (Diöz. Neustadt); Wejherowo/Neustadt «544» (Diöz. Neustadt) |
| Wieleń/ Filehne mit 4 Gemeinden | Kwiejce/Altsorge «357» (Kikr. Filehne); Piłka (Gmina Drawsko)/Schneidemühlchen «156» (Kikr. Filehne); Wieleń/Filehne «293» (Kikr. Filehne); Rosko/Roske «321» (Kikr. Filehne) |
| Wolsztyn-Nowy Tomyśl/ Wollstein-Neutomischel mit 18 Gemeinden                                                                                               | Boruja Kościelna/Boruy mit Hammer «2.200» (Kikr. Wollstein); Buk (Großpolen) «443» (Kikr. Wollstein); Grodzisk/Grätz «912» (Kikr. Wollstein); Jabłonna/Jablone «1.200» (Kikr. Wollstein); Jastrzębsko/Friedenhorst «1.150» (Kikr. Karge); Kąkolewo/Konkolewo-Hauland «1.045» (Kikr. Wollstein); Kaszczor/Altkloster «450» (Kikr. Wollstein); Kopanica (Powiat Wolsztyński)/Kopnitz «300» (Kikr. Karge); Kuślin/Kuschlin «1.100» (Kikr. Wollstein); Miedzichowo «1.531» (Kikr. Karge); Nowy Tomyśl/Neutomischel «3.722» (Kikr. Karge); Opalenica/Opalenitza: Evangelische Kirche «482» (Kikr. Wollstein); Rakoniewice/Rakwitz «1.630» (Kikr. Wollstein); Rostarzewo/Rostarschewo «1.300» (Kikr. Wollstein); Sątopy/Sontop «911» (Kikr. Karge); Tuchorza (Gmina Siedlec) «845» (Kikr. Wollstein?); Wolsztyn/Wollstein «2.112» (Kikr. Wollstein); Zbąszyń/Bentschen «1.617» (Kikr. Karge) |

## Amtsträger

### Generalsuperintendent
- 1911–1944: Paul Blau.[22]

### Präsides der Synode
Bis 1920 nannte sich die kirchliche Legislative Provinzialsynode, ab 1921 Landessynode.

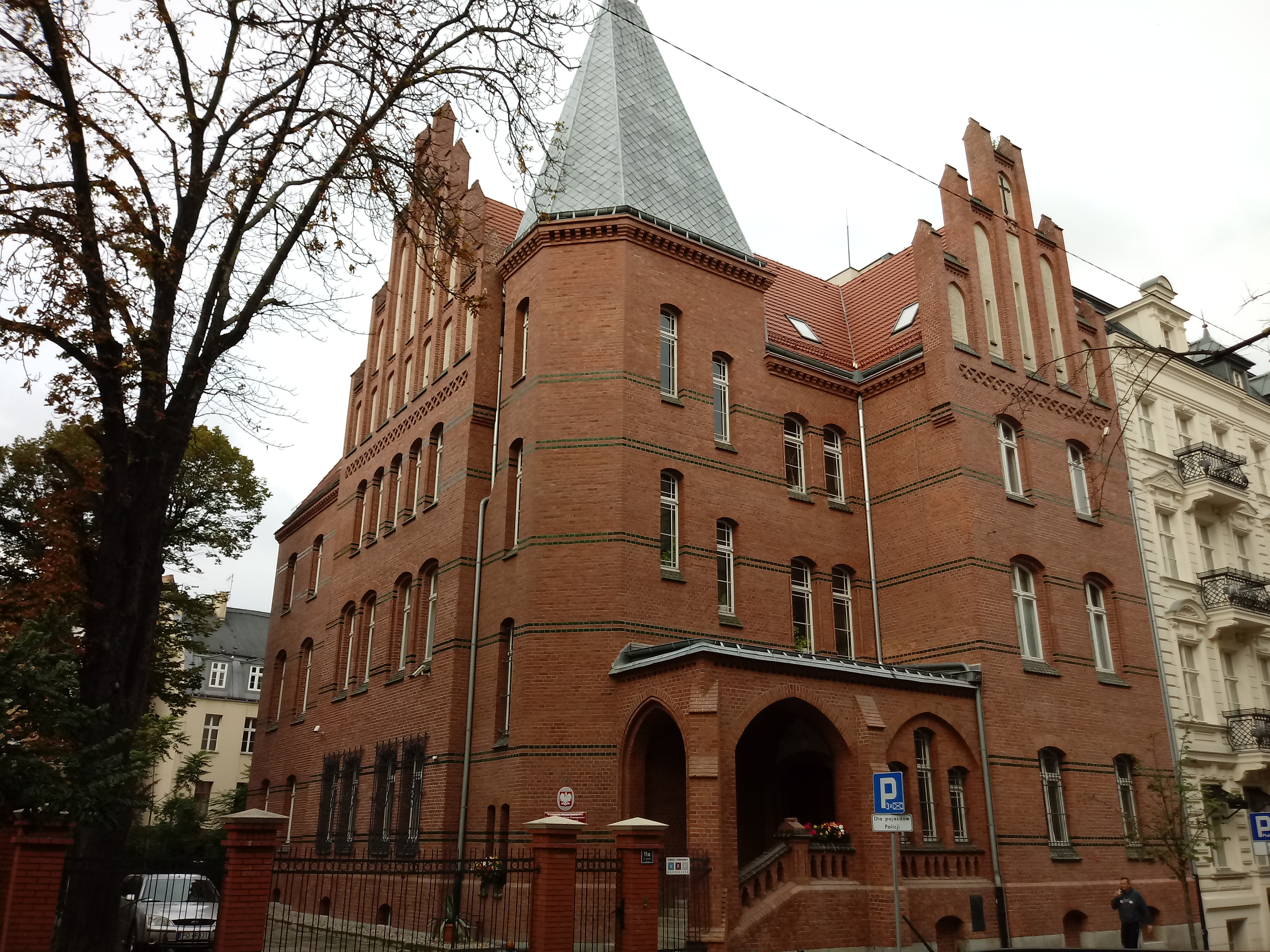
Posen, ul. Młyńska 11a, 1894 erbaut, 1910 bis 1945 Konsistorium

- bis 1920: Hans von Guenther, Grzybno (Großpolen)
- 1920–1936: Bogislaw von Klitzing, Dziembowo
- 1936–1940: Walter Birschel, Olszewka

### Konsistorialpräsidenten
- 1900–1920: Curt Balan
- 1920–1941: Vakanz
- 1941–1945: Erich Nehring

## Zerschlagung, Degradierung und Vernichtung ab Kriegsbeginn
Die Erwartung der Unierten Evangelischen Kirche, nach der deutschen Eroberung Großpolens und Pommerellens wieder als Kirchenprovinz der Evangelischen Kirche der altpreußischen Union angegliedert zu werden, erfüllte sich nur zum Teil. Das Konsistorium schrieb im September 1939: „Das Wunder ist geschehen! Eure Träume sind Wirklichkeit geworden, eure Hoffnungen haben sich erfüllt, eure Gebete sind von Gott erhört. Er hat euch in dem Führer den Befreier von zwanzigjähriger polnischer Zwingherrschaft und in den tapferen Männern der deutschen Wehrmacht die Erretter aus grauenvoller Not gesendet.“
Die Kirchengemeinden lagen nach Polens Niederlage in zwei sehr verschieden verfassten NS-Gauen. Pommerellen kam an den Reichsgau Danzig-Westpreußen. Alle in diesem Gau gelegenen Kirchengemeinden der Unierten Evangelischen Kirche in Polen wurden ausgegliedert und mit den evangelischen Kirchengemeinden des Landessynodalverbandes Danzig und jenen im Regierungsbezirk Westpreußen zum Kirchengebiet Danzig-Westpreußen der Evangelischen Kirche der altpreußischen Union vereinigt. Die ehemals ostpreußischen Kirchengemeinden der Unierten Evangelischen Kirche wurden wieder Teil der Kirchenprovinz Ostpreußen. Anders als Kirchenprovinzen entbehrte das Kirchengebiet Danzig-Westpreußen jeder synodalen Mitbestimmung.
Die Unierte Evangelische Kirche in Polen umfasste nun nur noch Kirchengemeinden im Reichsgau Wartheland und erhielt den Namen Evangelische Kirche im Wartheland. In diesem NS-Mustergau bestand keine von vor 1933 übernommene deutsche Zivilverwaltung, und deutsche Bestimmungen, so korrumpiert und entartet sie auch waren, galten nur, soweit Reichsstatthalter Arthur Greiser sie ausdrücklich zuließ. Der Warthegau sollte ein rechtsfreier Raum sein. Rücksichten, die Kirchen im Altreich gelegentlich für sich reklamieren konnten, erfuhren die Religionsgemeinschaften im Warthegau nicht.
Am 10. Juli 1940 verkündete Regierungsrat Wilhelm Dudzus vor Kirchenvertretern aus dem Warthegau mündlich Greisers 13 Punkte zur Trennung von Kirche und Staat. Darin hieß es unter anderem: „1. Es gibt keine Kirchen mehr im staatlichen Sinne, sondern es gibt nur noch religiöse Kirchengesellschaften im Sinne von Vereinen. 2. Die Leitung liegt nicht in Händen von Behörden, sondern von Vereinsvorständen. 3. Aus diesem Grunde gibt es auf diesem Gebiete keine Gesetze, Verfügungen und Erlasse mehr. 4. Es bestehen keine Beziehungen mehr zu Gruppen außerhalb des Gaues, auch keine rechtliche, finanzielle oder dienstliche Bindung an die Reichskirche. 5. Mitglieder können nur Volljährige durch eine schriftliche Beitrittserklärung werden. Sie werden also nicht hineingeboren, sondern müssen erst bei Volljährigkeit ihren Beitritt erklären. Es gibt keine Landes-, Volks- oder Territorialkirchen. Wer vom Altreich in den Warthegau zieht, muß sich auch erst schriftlich neu eintragen lassen.“ Am 13. September erschienen die Punkte dann schriftlich.
Das rassistische Regime im Warthegau sah vor, dass alle Einrichtungen, auch die Religionsgemeinschaften, nach den NS-Rassenvorstellungen getrennt wurden. Das hieß, polnischsprachige Mitglieder der Unierten Evangelischen Kirche schieden aus. Neu hinzu kamen jüngst als Deutsche eingebürgerte baltendeutsche, bessarabische, bukowinische, galizische, wolhynische oder anderswoher stammende, meist lutherische Einwanderer. Neue und alte Mitglieder zusammen zählten etwa 147.000 Personen, zu denen kamen noch etwa 188.000 deutschsprachige protestantische Polen in Kirchengemeinden der Evangelischen Kirche A.B. im Raum Łódź, die angegliedert wurden. Sie bildeten den eigenen Konsistorialbezirk Łódź. Die Kirchengemeinden waren 1944 in 19 Diözesen gegliedert.
Als Kirchenminister Hanns Kerrl im Oktober 1940 versuchte, seine Autorität und Kontrolle auf die Kirchen im Warthegau auszudehnen, wies Greiser ihn entschieden zurück. Im Herbst 1941 wurde die Unierte Evangelische Kirche zum privatrechtlichen Verein degradiert.
Alles kirchliche Eigentum (karitative Einrichtungen, Friedhöfe, Wohnheime, Vereinsheime etc.) wurde enteignet, nur die unmittelbaren Gebetsstätten durfte die Evangelische Kirche im Wartheland behalten. Alle Pastoren wurden strenger besatzungsamtlicher Aufsicht unterworfen.
Mit Rückzug der geschlagenen Wehrmacht flohen viele deutschsprachige protestantische Polen aus Großpolen und Pommerellen, viele kamen durch Flucht und Vertreibung um, weitere vertrieb das polnische Nachkriegsregime, wodurch viele Kirchengemeinden untergingen. Nach dem Ende des Zweiten Weltkriegs wurden verbliebene Kirchengemeinden der Unierten Evangelischen Kirche gemäß dem polnischen Gesetz vom 4. Juli 1947 zur Änderung des Dekrets des Präsidenten der Republik vom 25. November 1936 über das Verhältnis des Staates zur Evangelisch-Augsburgischen Kirche in letztere eingegliedert. Viele verwaiste evangelische Kirchengebäude übertrug die polnische Regierung der römisch-katholischen Kirche.

## Bibliographie
- Heinz Gefaeller: Kirchenrechtliche Änderungen infolge des Versailler Vertrages. Rothschild, Berlin 1930 (Öffentliches Recht, Steuerpolitik und Finanzwissenschaft, Bd. 1; zugl. Dissertation Universität Königsberg, 1930).
- Stefan Grelewski: Wyznania protestanckie i sekty religijne w Polsce współczesnej (= Towarzystwo Naukowe Katolickiego Uniwersytetu Lubelskiego, Bd. 19). Diecezjalny Zakład Graficzno-Drukarski, Sandomierz 1937.
- Olgierd Kiec, Die evangelischen Kirchen in der Wojewodschaft Poznań 1918–1939 [=Kościoły ewangelickie w Wielkopolsce wobec kwestii narodowościowej w latach 1918–1939, Warszawa: Upowszechnianie Nauki Oświata, 1995, ISBN 83-85618-21-X; dt.], Siegfried Schmidt (Übs.), Wiesbaden: Harrassowitz, 1998, (=Quellen und Studien, Deutsches Historisches Institut Warschau / Niemiecki Instytut Historyczny w Warszawie; Bd. 8), ISBN 3-447-04030-0).
- Alfred Kleindienst, Oskar Wagner: Der Protestantismus in der Republik Polen 1918/19 bis 1939 im Spannungsfeld von Nationalitätenpolitik und Staatskirchenrecht, kirchlicher und nationaler Gegensätze (= Marburger Ostforschungen, Bd. 42). J.-G.-Herder-Institut, Marburg an der Lahn 1985, ISBN 3-87969-179-7.
- Konrad Müller: Staatsgrenzen und evangelische Kirchengrenzen: Gesamtdeutsche Staatseinheit und evangelische Kircheneinheit nach deutschem Recht (= Jus ecclesiasticum, Bd. 35). Hrsg. von Axel von Campenhausen. Mohr, Tübingen 1988, ISBN 3-16-645329-6 (zugl. Dissertation Universität Göttingen, 1948).
- Ludolf Müller: Die unierte evangelische Kirche in Posen-Westpreußen unter der polnischen Gewaltherrschaft (= Die evangelische Diaspora, Beihefte, Nr. 10). Centralvorstand der Gustav Adolf-Stiftung, Leipzig 1925.
- Bernhard Stasiewski: Die Kirchenpolitik der Nationalsozialisten im Warthegau 1939–1945. In: Vierteljahrshefte für Zeitgeschichte, Jg. 7 (1959), Heft 1, S. 46–74.
- Verzeichnis der Pfarrstellen, Gemeinden und der Geistlichkeit im Bereiche der Unierten Evangelischen Kirche in Polen. Büro des Evangelischen Konsistoriums, Posen 1927.
- Verzeichnis der Pfarrstellen, Gemeinden und der Geistlichkeit im Bereiche der Unierten Evangelischen Kirche in Polen. Büro des Evangelischen Konsistoriums, Posen 1934.
- Albert Werner (überarb. von Johannes Steffani): Geschichte der evangelischen Parochien in der Provinz Posen. 2. Auflage. Hrsg. vom Königlichen Konsistorium der Provinz Posen. Ebbecke, Lissa in Posen 1904.